# Jardin des simples de Florence
Le jardin des simples de Florence est un département du Musée d'histoire naturelle de l'Université de Florence. Il est situé au 3 via Micheli à Florence en Toscane.

« Un lieu public, où... on cultiverait les plantes natives de climats et de pays les plus divers, afin que les jeunes étudiants puissent, en un même lieu, avec facilité et rapidité, apprendre à les reconnaître. »

— Luca Ghini, 1543 (citation gravée sur la médaille commémorative des 460 ans de la fondation du jardin des simples)

## Aperçu historique
Depuis le Moyen Âge, les simples – variétés végétales aux vertus médicinales – sont cultivées dans des jardins urbains. Au XVIe siècle, l’intérêt pour l'étude du monde naturel s'intensifiant, le duc Cosme Ier de Médicis voulut un jardin académique pour compléter les leçons des étudiants de la faculté de médecine. La date officielle de la fondation du jardin peut être fixée au 1er décembre 1545, date du contrat de location conclu avec les sœurs dominicaines qui cédèrent un terrain situé dans la localité de Cafaggio, près des étables des Médicis, dont il prit le nom. Le jardin florentin peut être considéré comme le troisième au monde par son ancienneté, après le jardin botanique de Pise et celui de Padoue. 
Il fut dessiné par Niccolò Tribolo et le choix des plantes et leur arrangement sont dus à Luca Ghini. Le jardin connut une période de splendeur vers la fin du siècle sous la direction de Giuseppe Casabona, qui sut l'enrichir de nombreuses plantes rares. Au cours du XVIIe siècle, l'activité de Paolo Boccone et d'autres botanistes et jardiniers donna au jardin une certaine autonomie, bien que le jardin botanique de Santa Maria Nuova et celui de Pise aient joué un rôle scientifique bien plus important. 

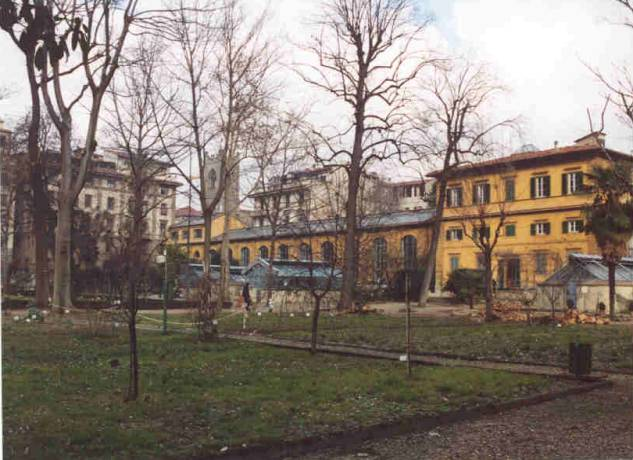
Le jardin des simples

C'est le grand botaniste Pier Antonio Micheli qui, au début du XVIIIe siècle, fit du jardin un centre d'études et de recherche botaniques d'importance internationale, grâce aux relations qu'il entretenait avec de nombreux savants étrangers. En outre, il s'occupa beaucoup de la collecte de graines et d'échantillons séchés. À la mort de Micheli, en 1737, c'est Giovanni Targioni Tozzetti qui lui succéda, suivi de Saverio Manetti, auteur du premier Index seminum. Passé à l'Accademia dei Georgofili en 1783, après la suppression de la Société botanique, le jardin fut transformé en « jardin expérimental agraire » et réaménagé radicalement par l'abbé Leonardo Frati. Redevenu « jardin des simples » en 1847, sous la direction d'Antonio Targioni Tozzetti, il fut ouvert au public en 1864. Le botaniste Teodoro Caruel, directeur de 1865 à 1895, fit construire les serres qui existent encore aujourd'hui. Vers la fin du siècle, il passa au Regio Istituto di Studi Superiori, devenu par la suite faculté universitaire, réunissant la partie botanique du musée d'histoire naturelle de la via Romana et les collections du jardin de Boboli.

## Structure et collections
Le jardin a une superficie de 2,3 hectares, dont 1 694 m2 sont occupés par des serres. Le dessin des plantes-bandes rappelle aussi bien le modèle de l’Hortus conclusus médiéval consacré à la culture des herbes médicinales et aromatiques que le schéma du jardin secret de la villa de la Renaissance.

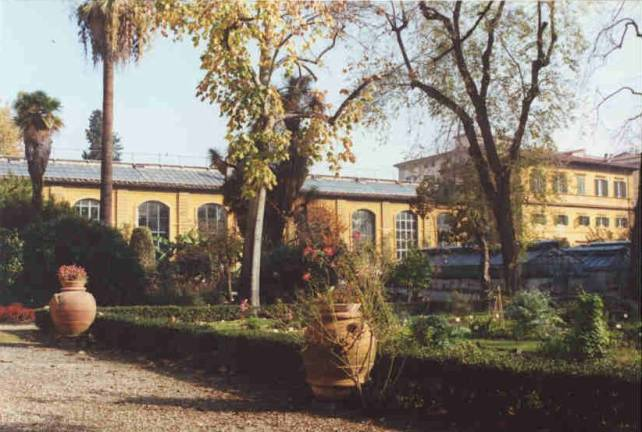
Serres du jardin des simples

Le bâtiment principal, qui occupe tout le côté le long de la via Micheli, abrite les bureaux, la bibliothèque, un laboratoire et les serres. L'édifice, construit sur un plan rectangulaire a deux ailes constituées par les serres, la partie centrale abritant les structures organisatives. Cinq autres serres, en verre et métal, sont situées dans le jardin. Ce sont des serres froides ou chaudes qui hébergent des collections de fougères, plantes épiphytes, bégonias, broméliacées. 
Du bâtiment central, on accède à la terrasse, couverte de deux pergolas en fer supportant des rosiers grimpants, de laquelle, par l'intermédiaire d'un escalier en pierre grise de Florence (pietra serena), on descend au jardin ; l'escalier est flanqué de deux buissons de Feijoa sellowiana et Stranvaesia, taillés en formes géométriques. Toutes les allées sont pavées de galets tandis que les plates-bandes sont délimitées par des bordures basses en pierre. Les bancs et les tables de la butte sont également en pierre, mais les décors sont en fer.

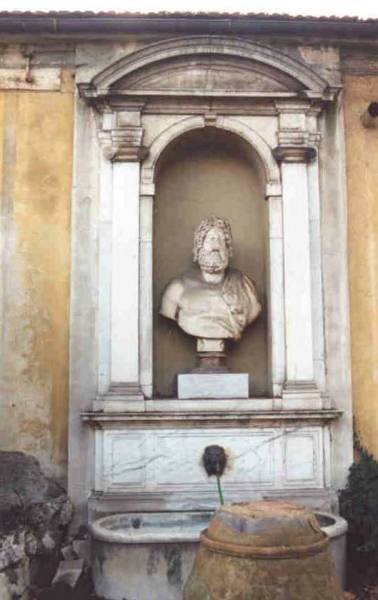
Buste d'Esculape

Dans une niche du mur faisant face à l'entrée de la via La Pira, se trouve un buste en marbre d'Esculape. Son auteur est le sculpteur Antonio Gino Lorenzi de Settignano (seconde moitié du XVIe siècle).
Au centre du jardin se trouve une fontaine en pierre, avec un jet central représentant un putto. Le bassin a environ quatre mètres de diamètre et accueille des plantes aquatiques et des poissons rouges. 
Outre la fontaine centrale, dont le rôle est essentiellement décoratif, il y a de nombreux bassins : à droite de l'entrée se trouve un bassin en ciment peuplé de nénuphars, et quatre autres bassins situés dans la butte hébergent des collections de plantes aquatiques.

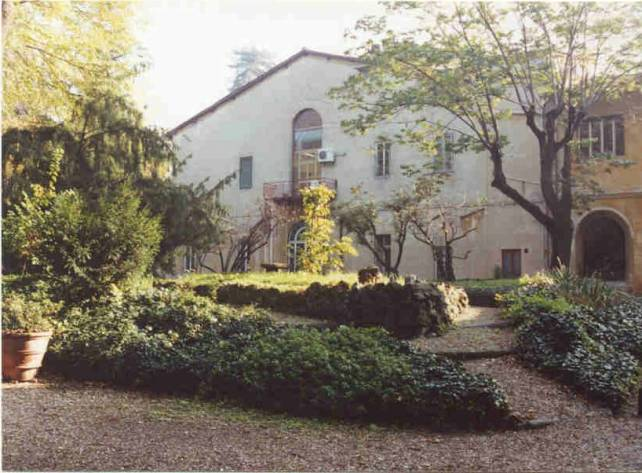
La butte

On accède aux grandes serres à partir du jardin. À l'intérieur se trouvent un petit bassin et quatre rochers humides avec des plants de philodendron et diverses plantes hygrophiles, dont les cheveux-de-Vénus. 

### Pré desconifères
Vaste zone de prairie, en partie en plaine et en partie en légère pente, dans laquelle se trouvent des conifères remarquables par leurs dimensions et leur âge, et des plantes bulbeuses à floraison printanière.

### Plate-bande desArécacées
C'est une plate-bande consacrée à l'acclimatation en plein air de diverses espèces de palmiers.

### Plate-bande des plantes alimentaires et  desplantes officinales
Zone consacrée aux plantes cultivées pour l'alimentation humaine et aux plantes médicinales spontanées et naturalisées en Toscane.

### Plate-bande du jardin à l'italienne
Elle accueille un petit parterre délimité par du buis Buxus sempervirens, réalisé pour rappeler symboliquement l'ancienne tradition du jardin à l'italienne.

### Zone du lac

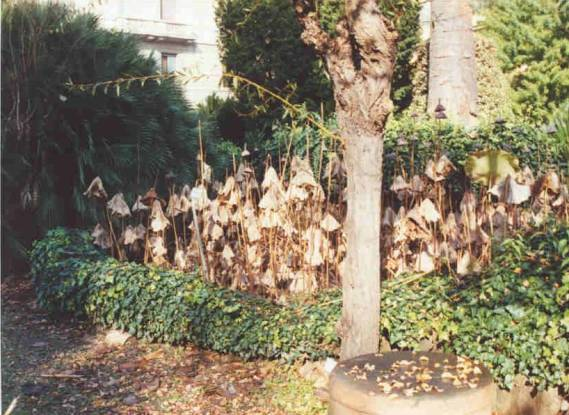
Plan d'eau

Un petit plan d'eau bordé de lierre héberge des plants de lotus (Nelumbo nucifera) ; dans le même secteur on a construit une rocaille qui reconstitue le milieu des Alpes apuanes et une rocaille en serpentine pour abriter la flore endémique de ces milieux.

## Espèces présentes
Le patrimoine végétal du jardin est actuellement constitué d'environ 9 000 exemplaires de plantes.

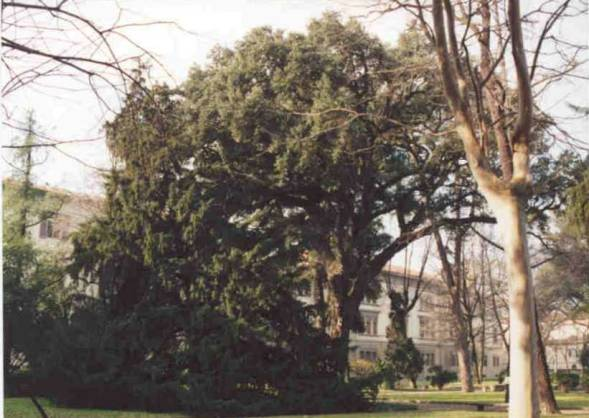
Chêne-liège et if

Dans le pré des conifères, il convient de signaler Taxodium distichum et un Metasequoia glyptostroboides. Parmi les plantes les plus anciennes, un chêne-liège (Quercus suber) planté en 1805 par Ottaviano Targioni Tozzetti, directeur de l'époque,  et un if (Taxus baccata) planté en 1720 par Pier Antonio Micheli. Il y a également un Zelkova serrata séculaire.
Dans les serres abondent les plantes exotiques (le caféier, l’arbre des voyageurs, l’Amorphophallus titanum qui a fleuri exceptionnellement en 2002, le  bananier, etc.), et les collections d'orchidées, de plantes carnivores, de cactées, de cycas, d'agrumes, et d'autres encore. 

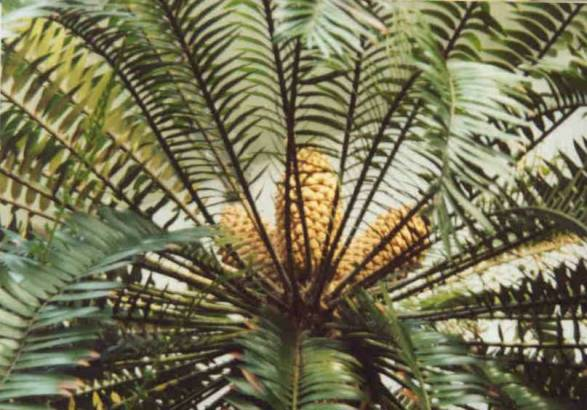
Cycas en fleurs

Liste partielle des espèces d'arbres présentes dans les plates-bandes extérieures :
Acer negundo, 
Aesculus hippocastanum,  
Alnus cordata, 
Araucaria imbricata, 
Arbutus ×andrachinoides, 
Calocedrus decurrens, 
Cedrus atlantica, 
Cedrus deodara, 
Cedrus libani, 
Celtis occidentalis,  
Cupressus funebris, 
Cupressus goveniana, 
Cupressus sempervirens, 
Cupressus torulosa, 
Cycas revoluta, 
Diospyros lotus, 
Erithea armata, 
Fagus sylvatica, 
Fagus sylvatica f. pendula, 
Fraxinus excelsior, 
Ginkgo biloba, 
Juglans nigra, 
Lagerstroemia indica, 
Liriodendron tulipifera, 
Magnolia grandiflora, 
Metasequoia glyptostroboides, 
Ostrya carpinifolia, 
Pinus halepensis sbsp brutia, 
Pinus nigra sbsp laricio, 
Pinus wallichiana, 
Pistacia chinensis
Pistacia terebinthus, 
latanus spp., 
Pterocarya stenoptera
Quercus cerris, 
Quercus ilex, 
Quercus lusitanica,
Quercus macrolepis, 
Quercus robur, 
Quercus suber, 
Sequoia sempervirens, 
Sophora japonica, 
Taxodium distichum, 
Taxodium mucronatum, 
Taxus baccata ♂, 
Taxus baccata hiberica ♀, 
Tilia platiphyllos, 
Torreya californica, 
Torreya nucifera, 
Torreya nucifera,  
Washingtonia filifera, 
Yucca filifera, 
Zelkova carpinifolia, 
Zelkova crenata, 
Zelkova serrata